# Surveyundersökning
Surveyundersökningar syftar till att genom datainsamling få en representativ kartläggning av människors sysslor, åsikter, inställningar och kunskaper. Det används som en kvantitativ vetenskaplig metod för att ta fram empiriska resultat. Surveyundersökningar används av samhällsforskare i till exempel socialvetenskapliga ämnen som psykologi, språkvetenskap och ekonomisk forskning. Surveyundersökningar genomförs oftast rent kvantitativt genom standardiserade frågor som ställs till ett urval personer från ett statistiskt stickprov. Det finns också surveyundersökningar med kvalitativa inslag, som t.ex. när inga statistiska principer för urvalsdragningen används, eller när öppna frågor ställs.
Opinionsundersökningar och marknadsundersökningar bygger på samma metoder som surveyundersökningar, skiljer sig dock ibland genom sitt syfte, eftersom de inte uteslutande används för att samla in fakta.

Tidigare har analysarbetet av det insamlade materialet mestadels gjorts manuellt. Den snabba ökningen av datortillgång, och datorkraft, har öppnat för att mer och mer av analyserna sker med hjälp av datorer och kraftfulla kvalitativa analysprogram (CAQDAS; Computer Assisted Qualitative Data Analysis Software) som NVivo, Qualrus, MAXqda, med flera.

## Metod
Surveyundersökningar genomförs antingen muntliga eller skriftliga. Det finns för- och nackdelar med alla metoder.

### Personlig intervju/besöksintervju
En intervjuaren ställer frågorna till urvalspersonen och noterar svaren. Fördelen med denna metod är att man kan ställa komplicerade frågor och använda hjälpmedel. Intervjuaren kan förklara om det uppstår missförstånd och kan även iaktta urvalspersonen under intervjun. Om det är väldigt många frågor som ska ställas är detta en lämplig metod. Nackdelarna är att intervjuarens närvaro kan påverka urvalspersonen i större utsträckning än vid andra metoder. Dessutom är det en mycket dyr metod, eftersom intervjuarna måste resa.  

### Telefonintervju
Intervjuaren ringer upp urvalspersonen och ställer undersökningsfrågorna. Fördelen är att detta är ett effektivt sätt att samla information, eftersom intervjuaren inte behöver resa, men ändå kan förklara frågorna och motivera personerna att delta i undersökningen. 

### Postenkät
Insamling av data genom en enkät som skickas ut per post. Resultaten påverkas inte av närvaron av en intervjuare. Frågorna måste vara så pass enkla att urvalspersonerna kan svara på dem utan hjälp. Svarsfrekvensen är oftast lägre än i telefonintervjuer.

### Webbenkät
Insamling av data genom en webbenkät. För att endast de personer som ingår i urvalsgruppen ska svara, skickas inloggningsuppgifter ut per post eller e-post. Webbenkäter är billigare men brukar ge lägre svarsfrekvens än postenkäter.

## Problem att få representativa resultat
Här kommer en översikt över möjliga felkällor.
Frågorna är inte tydligt formulerade, t.ex. att de kan förstås på olika sätt, är ledande, innehåller mer än en fråga eller att frågorna innehåller svåra ord.
Urvalsramen (befolkningsgruppen som ska undersökas) är inte klart definierad alternativt att urvalsregistret inte representerar hela urvalsramen. I Sverige är aktuella befolkningsregister lätt tillgängliga jämfört med många andra utomnordiska länder. Däremot kan det även i Sverige vara omöjligt att få ett heltäckande register på speciella grupper i befolkningen, t.ex. alla som utför ett speciellt hobby.
Om svaren från en liten grupp ska representera hela befolkningen är det nödvändigt att urvalsdragningen sker i enlighet med statistisk teori. Dessutom måste urvalet vara tillräckligt stort för att osäkerheten inte ska vara för stor. Hur stort som är tillräckligt beror på hur stor spridning som kan väntas i svaren och definieras av statistiken.
För att korrekta slutsatser kan dras enligt den statistiska teorin krävs också att alla urvalspersoner svarar, det vill säga en svarsfrekvens på hundra procent. Detta är dock helt omöjligt att uppnå eftersom deltagandet i personundersökningar alltid är frivilligt i Sverige. Även vid undersökningar med svarsplikt finns bortfall. Detta är framförallt problematiskt om bortfallet är systematiskt.
Efter insamlingen av data finns det risk för ett antal tekniska fel, som t.ex. vid inscanningen av pappersblanketter, behandlingen av rådata och framtagningen av resultaten.